# شهرستان پولدینگ (جورجیا)
شهرستان پولدینگ، جورجیا (به انگلیسی: Paulding County, Georgia) یک شهرستان در آمریکا و county of Georgia در ایالات متحده آمریکا است که در جورجیا واقع شده‌است.